# Mesostenus xerobates
Mesostenus xerobates är en stekelart som beskrevs av Porter 1974. Mesostenus xerobates ingår i släktet Mesostenus och familjen brokparasitsteklar. Inga underarter finns listade i Catalogue of Life.